# التجمع من أجل الديمقراطية والحرية
التجمع من أجل الديمقراطية والحرية هي جماعة متمردة تشادية تم تشكيلها في أغسطس 2005 من قبل أعضاء سابقين في جيش تشاد الذين هجروها واتحدوا تحت قيادة مؤسسهم وزعيمهم الحالي محمد نور. هدفهم الرئيسي هو الإطاحة بحكومة الرئيس التشادي آنذاك إدريس ديبي ثم إجراء انتخابات بعد فترة انتقالية مدتها سنتان. لقيادة التجمع قواعد في شرق تشاد وفي منطقة دارفور بالسودان. في 18 ديسمبر 2005 هاجم حزب التجمع من أجل الديمقراطية والحرية القوات التشادية المتمركزة في مدينة أدري، مما تسبب في الأزمة الحالية في العلاقات التشادية السودانية.